# Ankhmakis
Ankhmakis (en antic egipci ꜥnḫ-wn-nfr, "Que Osiris visqui per sempre"), anomenat també Ankhwennefer i Kaonnofris, va ser el faraó que va succeir a Hugronafor al govern de l'Alt Egipte, en rebel·lió contra els Ptolemeus, abans del 197 aC, durant el regnat de Ptolemeu V Epífanes. El seu govern va durar aproximadament del 199 aC al 185 aC.
Va mantenir Licòpolis, des d'on governava, però el 197 aC va ser derrotat i es va retirar al sud cap a Tebes. Allí va ser finalment derrotat i capturat pel general Conanos el 186 aC amb el que la revolta va arribar al seu final. Se sap molt poc del seu regnat, ja que els registres sobre ell van ser esborrats.